# 佐野之人
佐野 之人（さの ゆきひと、1956年6月 - ）は、日本の哲学研究者。元東亜大学助教授。山口大学教育学部教授。

## 略歴
静岡県富士宮市出身。1981年京都大学文学部哲学科卒業。1984年京都大学大学院文学研究科哲学専攻修了。京都大学では辻村公一名誉教授に師事。ヘーゲル、ハイデッガー、京都学派などを主な研究対象とし、特にヘーゲルの『論理学』、『精神現象学』のほか、西田哲学にも造詣が深い。
1998年4月から東亜大学経営学部の哲学担当講師。初めてゼミを担当した1993年、たった２名のゼミ生と共に哲学・宗教に関する討論を行った。以降、哲学初学者を対象とした指導方法についても精力的に研究を重ねる。同大の助教授を経て、2010年4月から山口大学教育学部教授。

## 著作

### 著書
- 『大学生のためのフィロソフィア―エッセイ風につづる』（クォリティ出版、2000年）ISBN 978-4906240395

### 共著
- 『思索の道標をもとめて』（萌書房、2007年）ISBN：978-4-86065
- 『ハイデッガーを学ぶ人のために』（世界思想社、1994年）ISBN：4-7907-0528-5
- 『インター・カルチャー』（晃洋書房、2009年）ISBN：978-4-7710
- 『叢書―転換期のフィロソフィー 第1巻〈哲学〉―〈知〉の新たな展開』（ミネルヴァ書房、1999年）ISBN：4-623-03048-2

### 論文
- 『ヘーゲル「大論理学」「元初論」研究―AB両版の比較検討を通じて』（哲学論叢12 45-52, 1985年7月）
- 『ヘーゲル、青年時代の理想の実現としての「精神現象学」』（哲学論叢14 41-53, 1987年7月）
- 『ヘーゲル「精神の現象学」の「不幸な意識」「良心」「啓示宗教」における和解と絶対知』（関西哲学会紀要22 40-45, 1988年3月）
- 『ヘーゲル「精神の現象学」研究 (1)』（東亜大学経営学部紀要 (3) 59-80, 1994年5月）
- 『感覚的確信の弁証法と知覚―ヘーゲル「精神の現象学」研究 (2)』（東亜大学研究論叢19 (1) 67-99, 1994年9月）